# Músculo esquelético

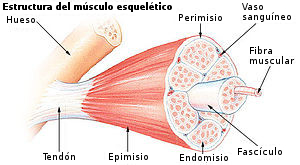
Diagrama de la estructura de un músculo esquelético

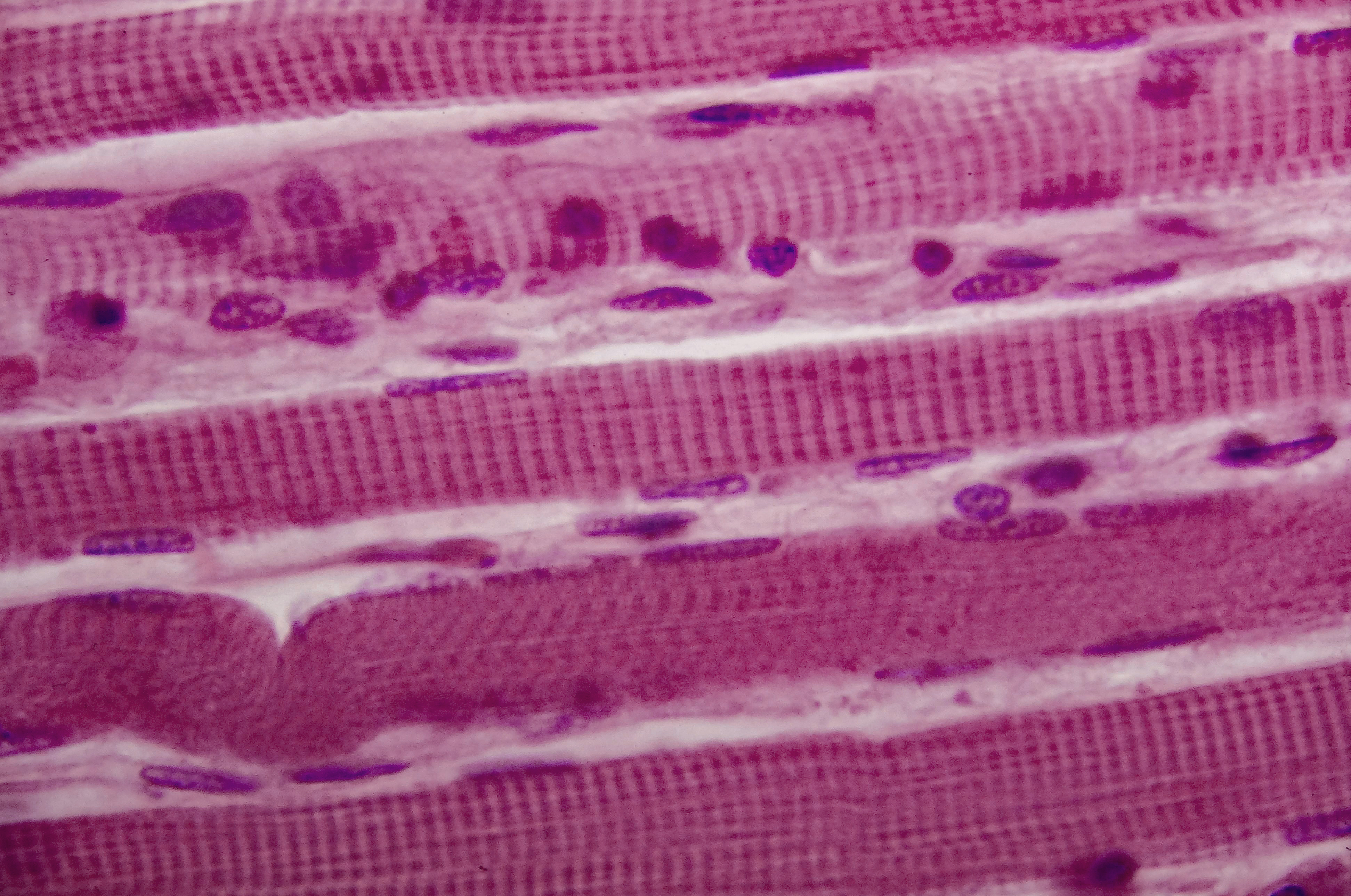
Micrografía óptica de fibras musculares esqueléticas seccionadas longitudinalmente (tinción con hematoxilina-eosina).

El músculo esquelético es un tipo de músculo estriado unido al esqueleto, formado por células alargadas y polinucleadas, que sitúan sus núcleos en la periferia. Este tipo de músculos obedecen a la organización de proteínas de actina y miosina y que le confieren esa estriación que se ve con el microscopio. Determinan el movimiento y mantienen la unión hueso-articulación a través de la contracción muscular. Son de contracción voluntaria a través de la estimulación de los  nervios (inervación), aunque pueden contraerse involuntariamente.

El cuerpo humano está formado aproximadamente de un 40% de este tipo de músculo y un 10 % por músculo liso visceral y músculo cardíaco. 
Constituyen lo que coloquialmente se llama "carne del cuerpo". Sus células conforman largas fibras cilíndricas, entre 1-400 milímetros (mm) de longitud, ubicadas en forma paralela. Se insertan en los huesos para llevar a cabo los movimientos voluntarios. 
Los músculos tienen una gran capacidad de adaptación, modificando más que ningún otro órgano, tanto su contenido como su forma. De una atrofia severa puede volver a reforzarse en poco tiempo gracias al entrenamiento, al igual que con el desuso donde se atrofia, conduciendo al músculo a una disminución de tamaño, fuerza e incluso a una reducción de la cantidad de orgánulos celulares. Si se inmoviliza en posición de acortamiento, al cabo de poco tiempo se adapta a su nueva longitud requiriendo entrenamiento a base de estiramientos para volver a su longitud original, incluso si se deja estirado un tiempo, puede dar inestabilidad articular por la hiperlaxitud adoptada.
En la placa motora (unión o sinapsis neuromuscular) se libera el neurotransmisor Acetilcolina (ACH), este neurotransmisor actúa en el sarcolema abriendo canales que permiten, indiscriminadamente, el paso de Sodio y Potasio. El gradiente electroquímico permite una mayor entrada de iones Sodio, lo que causa un potencial de acción, ya que la membrana de la fibra celular es rica en canales de sodio dependientes de voltaje, estimulando a la fibra muscular. Al conjunto nervio cortical-nervio periférico-fibra muscular inervada se le denomina unidad motora.
El potencial de acción originado en el sarcolema, produce una despolarización de este, llegando dicha despolarización al interior celular, concretamente al retículo sarcoplasmático, provocando la liberación de los iones calcio (Ca+2)  previamente acumulados en este y en las cisternas terminales.
La secreción de iones Ca+2 llega hasta el complejo actina-miosina, lo que hace que dichas proteínas se unan y roten sobre sí mismas causando un acortamiento, para posteriormente, los iones Ca+2 puedan volver al retículo sarcoplasmático para una próxima contracción.
El músculo esquelético constituye aproximadamente el 35 % del peso corporal de los seres humanos.  Las funciones del músculo esquelético incluyen producir movimiento, mantener la postura corporal, controlar la temperatura corporal y estabilizar las articulaciones. El músculo esquelético también es un órgano endocrino. En diferentes condiciones fisiológicas, en el secretoma de los músculos esqueléticos se encuentran subconjuntos de 654 proteínas diferentes, así como lípidos, aminoácidos, metabolitos y pequeños ARN.
Los músculos esqueléticos están compuestos sustancialmente por fibras musculares contráctiles multinucleadas (miocitos). Sin embargo, un número considerable de células mononucleares residentes e infiltrantes también están presentes en los músculos esqueléticos. En términos de volumen, los miocitos constituyen la gran mayoría del músculo esquelético. Los miocitos del músculo esquelético suelen ser muy grandes, de unos 2-3 cm de longitud y 100 μm de diámetro. En comparación, las células mononucleares de los músculos son mucho más pequeñas. Algunas de las células mononucleares de los músculos son células endoteliales (que miden unos 50-70 μm de largo, 10-30 μm de ancho y 0,1-10 μm de grosor), macrófagos (21 μm de diámetro) y neutrófilos (12-15 μm de diámetro). Sin embargo, en términos de núcleos presentes en el músculo esquelético, los núcleos de los miocitos pueden ser sólo la mitad de los núcleos presentes, mientras que los núcleos de las células mononucleares residentes e infiltrantes constituyen la otra mitad. 

Recientemente, el interés se ha centrado también en los diferentes tipos de células mononucleares del músculo esquelético, así como en las funciones endocrinas del músculo.

## Estructura

### Anatomía macroscópica
El músculo, debido a su alto consumo de energía, requiere una buena irrigación sanguínea que le aporte nutrientes y permita eliminar desechos; esta característica, junto al pigmento (mioglobina) de las células musculares, le dan al músculo una apariencia rojiza en el ser vivo.
Hay más de 600 músculos esqueléticos en el cuerpo humano, que constituyen alrededor del 40% del peso corporal en adultos jóvenes sanos.  En las poblaciones occidentales, los hombres tienen de media alrededor de un 61% más de músculo esquelético que las mujeres. La mayoría de los músculos se presentan en pares bilaterales para servir a ambos lados del cuerpo. Los músculos suelen clasificarse como grupos de músculos que trabajan juntos para llevar a cabo una acción. En el  torso hay varios grupos musculares principales, incluidos los pectorales y abdominales; músculos intrínsecos y extrínsecos son subdivisiones de grupos musculares en mano, pie, lengua, y músculos extraoculares del ojo. Los músculos también se agrupan en compartimentos, incluyendo cuatro grupos en el brazo
y los cuatro grupos en la pierna.
Además de la parte contráctil de un músculo formada por sus fibras, un músculo contiene una parte no contráctil de tejido conjuntivo fibroso denso que constituye el tendón en cada extremo. Los tendones unen los músculos a los huesos para dar movimiento al esqueleto. La longitud de un músculo incluye los tendones. El tejido conjuntivo está presente en todos los músculos en forma de fascia profunda. La fascia profunda se especializa dentro de los músculos para encerrar cada fibra muscular como endomisio; cada fascículo muscular como perimisio, y cada músculo individual como epimisio. El conjunto de estas capas se denomina misia. La fascia profunda también separa los grupos de músculos en compartimentos musculares.
Dos tipos de receptores sensoriales que se encuentran en los músculos son los  husos musculares y los  órganos tendinosos de Golgi. Los husos musculares son receptores de estiramientos situados en el vientre muscular. Los órganos tendinosos de Golgi son propioceptoress situados en la unión miotendinosa que informan de una tensión del músculo.

## Visión microscópica del músculo esquelético
El músculo esquelético es un tejido formado por células fusiformes llamadas (fibras musculares), constituidas por los siguientes elementos.
- Sarcolema, es la membrana celular, recorre toda la fibra muscular y en su extremo se fusiona al tendón, y este a su vez se fusiona con el hueso.
- Sarcoplasma, citoplasma de la célula muscular que contiene las orgánulos y demás elementos que vienen a continuación.
- Núcleos de la célula, que están situados en la periferia del interior, en este caso existen varios núcleos para una misma célula muscular.
- Mioglobina
- Actina y miosina que es un complejo entramado de polímeros proteicos de fibras cuya principal propiedad, llamada contractilidad, es la de acortar su longitud cuando son sometidas a un estímulo químico o eléctrico. En una célula muscular nos encontraremos entre 1500 filamentos de miosina y 3000 de actina. Estas proteínas tienen forma helicoidal (de hélice), y cuando son activadas se unen y rotan de forma que producen un acortamiento de la fibra. Durante un solo movimiento existen varios procesos de unión y desunión del conjunto actina-miosina. Cada fibra muscular contiene entre cientos y miles de miofibrillas.
- Retículo sarcoplasmático que rodea a las fibras musculares, es el resultado de la invaginación del sarcolema, este retículo a su vez contiene un sistema de túbulos (Sistema en T muscular) y cisternas terminales que contienen grandes cantidades de Calcio, fundamental para el trabajo muscular.

## Clasificación según su forma
- Fusiformes o alargados, son anchos en el centro y estrechos en sus extremos, tienen forma de huso de costura, por ejemplo el bíceps braquial.
- Unipeniformes, son aquellos músculos cuyas fibras musculares salen del lado de un tendón, estas fibras intentan seguir el sentido longitudinal del tendón de origen, haciéndolo diagonalmente, y entre las propias fibras paralelamente. Puede decirse que se asemejan a la forma de media pluma.
- Bipenniformes, son aquellos músculos cuyas fibras musculares salen de un tendón central, estas fibras intentan seguir el sentido longitudinal del tendón central, haciéndolo diagonalmente, y entre las propias fibras paralelamente. Puede decirse que se asemejan a la forma de una pluma.
- Multipenniformes, son aquellos músculos cuyas fibras que salen de varios tendones, los haces de fibras siguen una organización compleja dependiendo de las funciones que realizan, por ejemplo lo que sucede con el deltoides (el músculo que ofrece mayor movilidad en el ser humano).
- Anchos, todos los diámetros son del mismo tamaño o aproximado.
- Planos, como su nombre indica son planos, suelen tener forma de abanico, amplios en el plano longitudinal y transversalmente, siendo el plano sagital proporcionalmente a los demás con mucha menos superficie. Un músculo plano es el pectoral mayor.
- Cortos, son aquellos que, independientemente de su forma, tienen muy poca longitud, por ejemplo, los de la cabeza y cara.
- Bíceps, lo más común es que el músculo tiene un extremo con un tendón que se une al hueso y en el otro extremo se divide en dos porciones de músculo seguidos de tendón que se unen al hueso, de ahí el nombre, bi (dos) ceps (cabezas). También existen tríceps y cuádriceps.
- Digástricos, formados por dos vientres musculares unidos mediante un tendón.
- Poligástricos, son aquellos con varios vientres musculares unidos por tendón, como el recto mayor del abdomen.

## Funciones del músculo
- Produce movimiento
- Desplazamiento
- Generan energía mecánica por la transformación de la energía química (biotransformadores)
- Da una estabilidad articular
- Sirve como protección
- Mantenimiento de la postura
- Propiocepción, es el sentido de la postura o posición en el espacio, gracias a terminaciones nerviosas incluidas en el tejido muscular (Huso neuromuscular).
- Información del estado fisiológico del cuerpo, por ejemplo un cólico renal provoca contracciones fuertes del músculo liso generando un fuerte dolor, signo del propio cólico.
- Aporte de calor, por su abundante irrigación, por la fricción y por el consumo de energía.
- Estimulante de los vasos linfáticos y sanguíneos, por ejemplo la contracción de los músculos de la pierna bombean ayudando a la sangre venosa y la linfa a que se dirijan en contra de la gravedad durante la marcha.

## Causas de una contracción involuntaria
Como sucede con el tétanos, el cual produce una toxina muy potente que afecta a los nervios que inervan a los músculos, haciendo que se contraigan fuertemente y se mantengan contraídos, a esto se le llama tetanización. Esta tetanización no es exclusiva de, por ejemplo, alguien que inconscientemente coge un vaso de agua hirviendo y se quema, esta sensación de calor y dolor viaja por los nervios hasta la médula, y en esta se produce la activación de la contracción para la defensa, independientemente de la contracción accionada, la información viaja hacia el cerebro para informar que se ha quemado.

Un simple golpe en un tendón, provocando una rápida elongación, causa el mismo proceso descrito en el anterior párrafo, por ejemplo, el típico estudio del reflejo rotuliano.
También puede ser por una estimulación eléctrica, en el caso de tratamientos con electroterapia, al músculo se le aporta una descarga no agresiva que provoca su contracción involuntaria.

## Clasificación por su acción en grupo

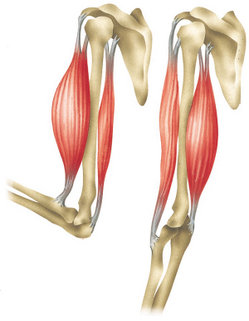
Ejemplo de dos músculos antagonistas. En la flexión del antebrazo el bíceps se contrae y el tríceps se relaja. En la extensión el tríceps se contrae y el bíceps se relaja.

Flexión y extensión del antebrazo

- Agonistas, son aquellos músculos que siguen la misma dirección o van a ayudar o a realizar el mismo movimiento.
- Antagonista, son aquellos músculos que se oponen en la acción de un movimiento. Cuando el agonista se contrae, el antagonista se relaja.
- Sinergista, es como un agonista, ayuda indirectamente a un movimiento.

## Clasificación según su movimiento
- Flexores para la flexión
- Extensores para la extensión
- Abductores separación del plano de referencia
- Aductores acercamiento al plano de referencia
- Rotadores para la rotación, en la que veremos dos tipos de movimiento, pronación y supinación
- Fijadores o estabilizadores, que mantienen un segmento en una posición, pudiendo usar una tensión muscular hacia una dirección o varias direcciones a la vez

## Clasificación por sus propiedades contráctiles
- Fibras Lentas: Músculos con fibras de tipo I, son fibras rojas, usan más la energía oxidativa, son de menor velocidad por lo cual son más resistentes.
- Fibras Rápidas: Músculos con fibras de tipo II, son fibras blancas, usan más la glucosa como energía, son más rápidas pero fatigables.

Un músculo puede contener mayor proporción de un tipo de fibras y considerarse del tipo de fibras de mayor abundancia, dependiendo de si el músculo se ha entrenado para la resistencia o para la velocidad.